# 가로막
가로막(--膜, thoracic diaphragm) 또는 횡격막(橫膈膜)은 배와 가슴 사이를 분리하는 근육이다. 이는곳은 위쪽 허리뼈·제12갈비뼈·갈비연골 아래쪽 경계·복장뼈 하단·칼돌기이며, 닿는곳은 가로막 중앙에 있는 힘줄 중심이다. 다시 말해서 근육 섬유는 힘줄 중심에서 대개 방사형으로 달리고 있기 때문에 근육이 수축하면 힘줄 중심이 하강하여, 따라서 가로막 전체가 하강하게 되고 흉강이 넓어진다. 근육이 이완하면 힘줄 중심이 상승하여 흉강을 좁힌다. 가로막이 하강하여 흉강을 넓혔을 때는 반대로 복강이 좁아지기 때문에 앞복벽이 자연히 앞쪽으로 부풀어오르고, 가로막이 상승했을 때는 오므라든다. 마치 배로 호흡하는 것처럼 보이는 데서 가로막을 주체로 하는 호흡을 복식호흡이라 한다. 이러한 복식호흡은 가로막을 강화할 수 있을 뿐만 아니라 명상을 위한 방법으로도 이용할 수 있다. 성인 남성은 안정된 상태에서 하는 호흡의 60% 이상을 복식호흡으로 한다고 한다.

## 내압
한편 가로막은 호흡 중 흉곽의 용적을 증가시킴으로써 70~80%의 흡기 수행 역할을 해낼 수 있을 뿐만 아니라 동시에 복부의 내압을 형성함으로써 내부 장기에 영향을 줄 수 있는 점에서 중요하다.

## 횡격막 가슴막 근막
횡격막 가슴막 근막(橫膈膜가슴膜筋膜)은 횡격막과 흉곽의 가슴막 사이에 있는 성긴 결합 조직층을 가리킨다.

## 같이 보기
- 복횡근
- 가슴
- 코어근육

1. ↑  mslimb-012— 노스캐롤라이나 대학교의 발생학 그림